# 큰머리쌀쥐
큰머리쌀쥐 또는 아자라넓은머리쌀쥐(Hylaeamys megacephalus)는 비단털쥐과에 속하는 설치류의 일종이다. 큰머리쌀쥐속의 모식종이다. 파라과이의 모식산지부터 북쪽으로 브라질 중부와 프랑스령 기아나, 가이아나, 수리남, 베네수엘라를 거쳐 트리니다드 토바고까지 저지대 열대 우림 지역에서 주로 발견된다. 서부와 동부의 다른 근연종은 서부 아마존의 서아마존쌀쥐와 볼리비아의 이테네스강쌀쥐, 브라질 동부 대서양림에서 발견되는 대서양림쌀쥐와 쥐며느리쌀쥐이다.